# Nelson Dieppa
Nelson Dieppa est un boxeur portoricain né le 25 février 1971 à Guaynabo.

## Carrière
Médaillé de bronze aux championnats du monde de boxe amateur à Sydney en 1991 dans la catégorie des poids mi-mouches, il passe dans les rangs professionnels en 1993 après les Jeux olympiques de Barcelone et remporte le titre vacant de champion du monde poids mi-mouches WBO le 14 avril 2001 en battant Andy Tabanas par KO à la 11e reprise. Dieppa conserve sa ceinture jusqu'au 30 avril 2005 et une défaite contre Hugo Fidel Cázares. Il met un terme à sa carrière en 2008 après une autre défaite en championnat du monde face à Ivan Calderon.